# Société Italienne des Automobiles Darracq

La Società Italiana Automobili Darracq était la filiale italienne de la société française Darracq. Créée en 1906, elle disparaît en 1909. Cette société est à l'origine du constructeur italien Alfa Romeo.

## Histoire

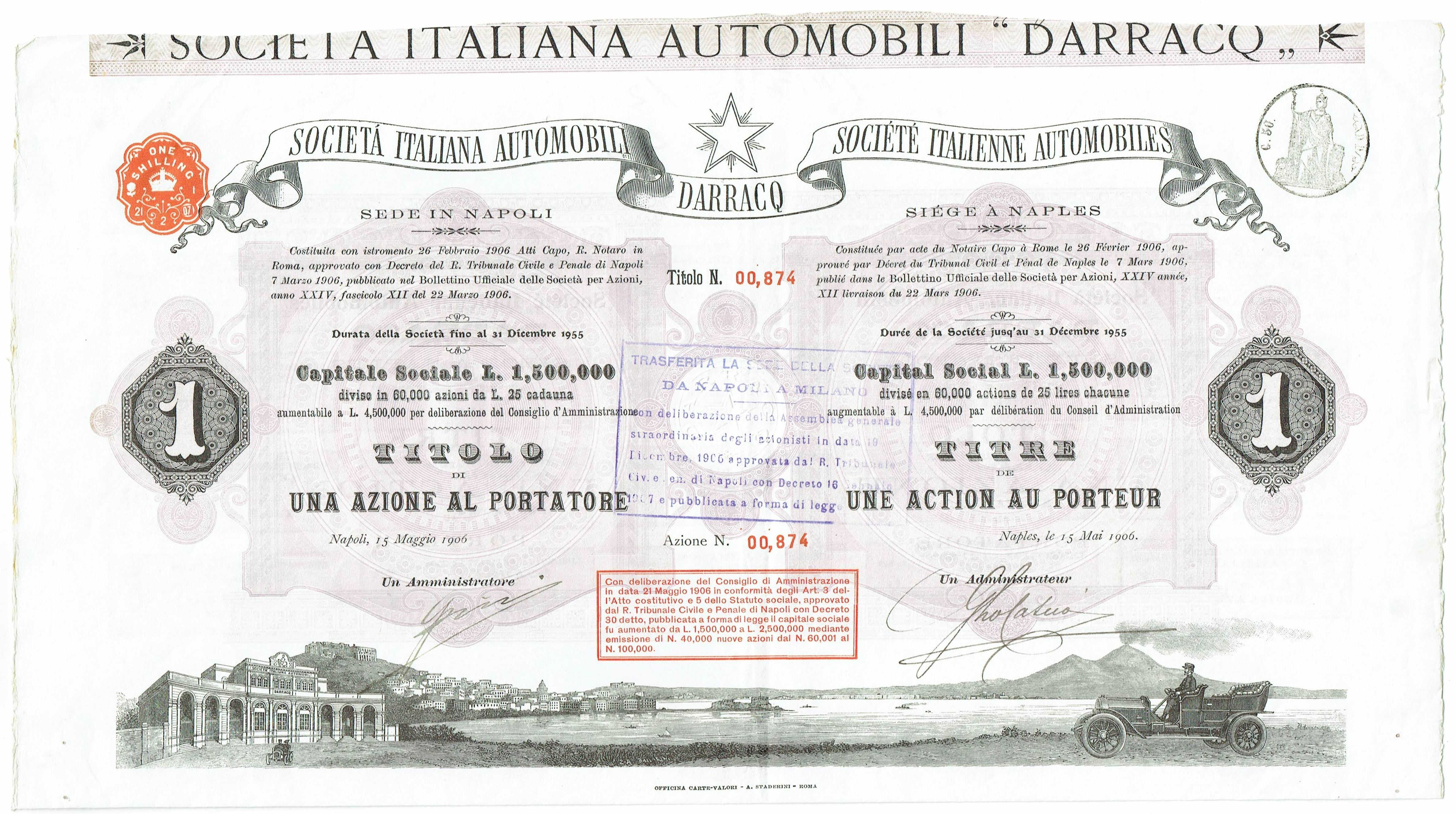
Action de la Società Italiana Automobili Darracq en date du 15 mai 1906

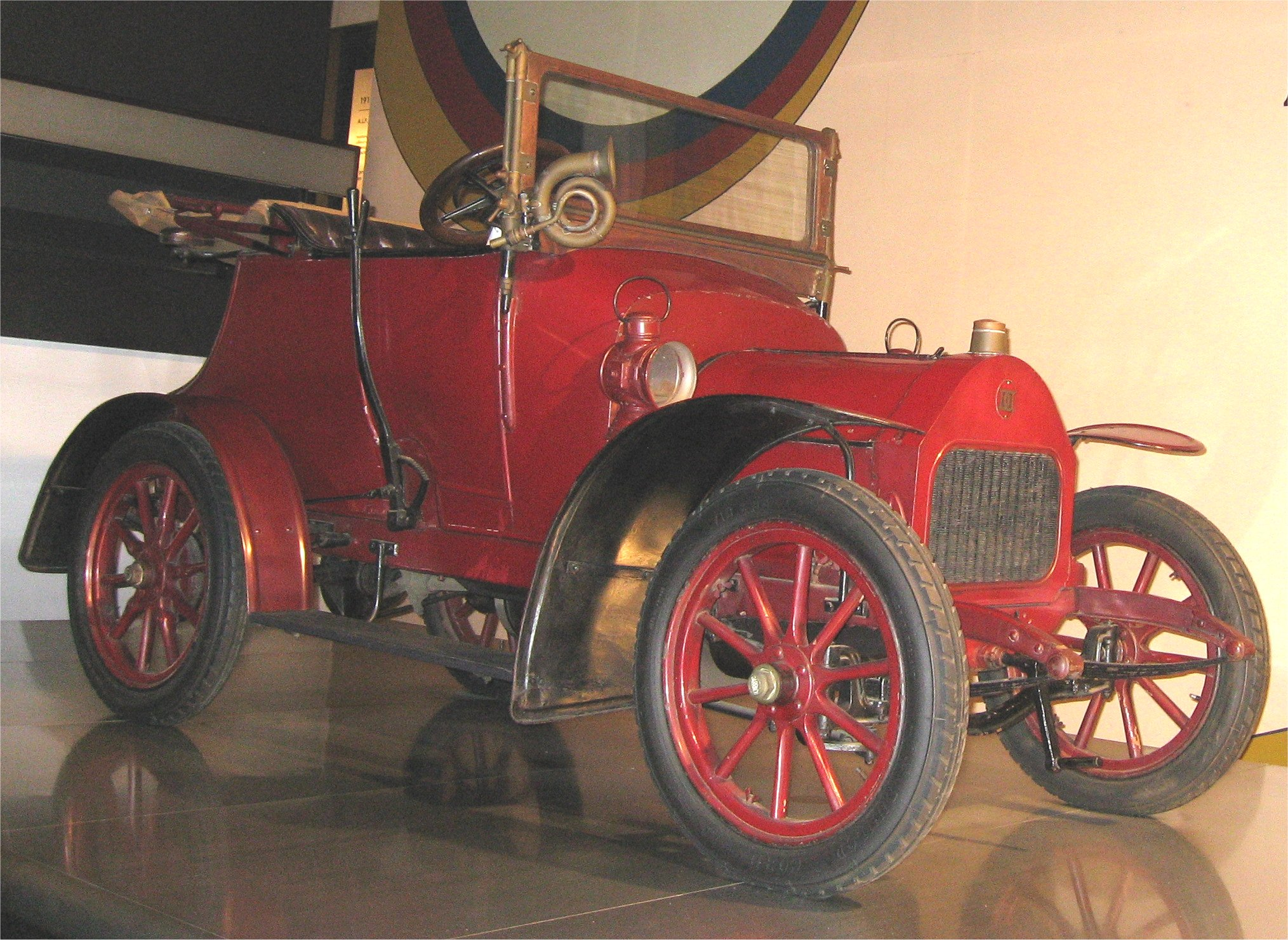
Une Darracq 8/10 HP produite dans l'usine de Portello à Milan

La "Società Italiana Automobili Darracq" a été créée par Alexandre Darracq, un entrepreneur français, constructeur des bicyclettes Gladiator qui s'est orienté à partir de 1901 vers la construction automobile. Alexandre Darracq était avant tout ce que l'on appelle de nos jours, un homme de la finance avec une bonne intuition, mais pas un homme de terrain, encore moins connaisseur de mécanique. Il sentit très tôt (peut-être trop tôt), l'énorme potentiel que représentait cette nouvelle forme de transport. Il décida dès 1905 de trouver des partenaires dans de nombreux pays voisins et même aux États-Unis.
En 1905, il s'associe avec Talbot au Royaume-Uni et Opel en Allemagne. Il crée une filiale en Italie, la "Società Italiana Automobili Darracq", le 6 avril 1906, basée à Naples. Il choisit cette forme d'expansion en Italie car il avait imaginé contrer la suprématie de Fiat dans le pays qui, au début du XXe siècle, ne représentait encore pas un marché pris en considération par les principaux constructeurs étrangers, limités à leurs pays d'origine. C'est pour cela qu'Alexandre Darracq voulut investir directement en Italie dans la construction d'une usine destinée à produire sous licence et commercialiser dans le pays certains modèles de sa gamme française en profitant d'une main d'œuvre à moindre coût pour exporter vers la France des composants italiens. 
Il commit l'erreur de produire trois modèles de très bas de gamme et déjà obsolètes, les Darracq 7 HP, Darracq 8/10 HP et Darracq 10/12 HP.
L'entreprise engagée par Darracq se révéla bien vite une aventure hasardeuse surtout en raison de l'implantation de son usine. Naples était très éloigné de Suresnes, siège opérationnel français. L'approvisionnement des composants prenait un temps inconsidéré. C'est pour cette raison que Darracq décida dès la fin de 1906 de transférer la production à Milan. Il lui fallut pour cela s'enquérir d'un terrain industriel et construire une usine. Il choisira le secteur du Portello, dans une lointaine banlieue au nord-ouest de Milan. Ce site deviendra plus tard la base de l'usine Alfa Romeo de Portello. Cette nouvelle implantation devait permettre de régler le problème de la distance et de la rapidité d'acheminement des composants.
La décision de Darracq de déplacer son atelier était excellente mais il n'avait pas pris pas en compte les délais de construction ni ceux du transfert de l'outillage. De plus, l'économie générale dans tous les pays de la future Europe des années 1906 à 1909 connut une grave crise dont le summum fut l'année 1909. De ce fait, les finances de Darracq étaient sérieusement limitées et les retards de paiement s'accumulaient engendrant des retards dans la construction. La production de la première automobile dans la nouvelle usine ne sera effective qu'en septembre 1908.
En plus des problèmes liés à la crise économique, de graves soucis techniques vinrent noircir l'activité du constructeur. Les ventes chutèrent inexorablement et la production fut arrêtée, la faillite s'ensuivit. Si l'on analyse à postériori les raisons de cet échec, on s'aperçoit qu'en plus des erreurs de Darracq financier mais pas entrepreneur industriel, on peut l'attribuer au manque de soutien de la maison mère française qui exigea beaucoup trop de sa filiale qu'elle maltraita en permanence mais surtout dans la méconnaissance du marché automobile italien qui favorisait, comme dans chaque pays, les marques nationales qui proposaient des modèles beaucoup plus haut de gamme à des prix pas plus élevés que ceux affichés pour les modèles Darracq, trop simples et mal adaptés à la géographie montagneuse du pays qui exigeait une motorisation puissante et des freins robustes. Les modèles Darracq étaient équipés de moteurs de trop faible puissance et d'une qualité de freinage plus que douteuse avec un manque avéré de fiabilité.
À la fin de l'année 1909, la société Darracq Italie fut déclarée en faillite. La maison mère Darracq France a, par contre, manifesté sa ferme intention de ne pas modifier ses modèles en raison de ses propres difficultés financières. Malgré cette position intransigeante, Ugo Stella, Directeur général de la "Société Italienne des Automobiles Darracq", va tenter une opération de sauvetage, partageant la vision de Darracq sur l'évolution du marché automobile italien.
Le potentiel avéré d'évolution du marché automobile italien conduira des entrepreneurs milanais à s'unir pour racheter en 1910 la "Société Italienne des Automobiles Darracq" avec l'aide d'Ugo Stella. La vente officielle sera signée le 10 juin 1910. La nouvelle société pris le nom de A.L.F.A. S.p.A., acronyme de "Anonima Lombarda Fabbrica Automobili". L'A.L.F.A. sera rebaptisée Alfa Romeo en 1915 quand la société sera reprise par l'ingénieur Nicola Romeo.